# Indian Horse
Indian Horse är en kanadensisk dramafilm från 2017 baserad på en roman med med samma namn från 2012, skriven av författaren Richard Wagamese. Filmen är regisserad av Stephen S. Campanelli och skriven av Dennis Foon och hade premiär på Toronto International Film Festival 2017 och fick allmän biopremiär 2018. 
Filmen kretsar kring Saul Indian Horse, en ung kanadensisk indianpojke som blir ishockeystjärna. I filmen spelar Sladen Peltier Saul vid 6 års ålder, Forrest Goodluck Saul vid 15 års ålder och Ajuawak Kapashesit Saul vid 22 års ålder.   